# Saint-Eloy (Finistère)
Pour les articles homonymes, voir Saint-Éloy.
Pour l’article ayant un titre homophone, voir Saint-Éloi.
Saint-Éloy (Finistère) redirige ici.
Saint-Eloy [sɛ̃telwa], officiellement, ou Saint-Éloy usuellement, est une commune du département du Finistère, dans la région Bretagne, en France.

## Géographie
Saint-Éloy est une commune du centre du département du Finistère, située à l'ouest des Monts d'Arrée et au nord-est du Faou. Son finage, étiré en longueur dans le sens est-ouest, est limité au sud par un affluent de rive droite du Camfrout et s'élève jusqu'à 281 mètres d'altitude dans sa partie orientale à Balanec Alouet Huella, mais descend jusque vers une soixantaine de mètres dans la partie sud-ouest de la commune, dans la partie aval du cours d'eau précité ; le bourg est vers 140 mètres d'altitude. La commune fait partie du Parc naturel régional d'Armorique.
L'habitat rural est dispersé en quelques hameaux et fermes isolées. Une part importante du territoire communal est inculte ou boisée ; certains toponymes sont révélateurs de la pauvreté des sols (Yeun an Aman, Yeun Porsallan, Yeun Kergoarem, Lan ar Bourhis) [Yeun signifie en breton une zone de marécages ou de tourbières].

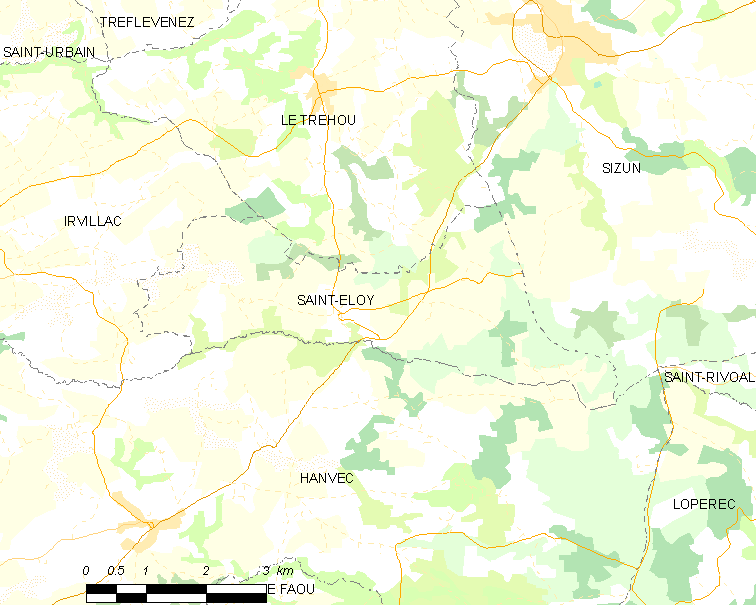
Carte de la commune de Saint-Éloy (Finistère)

|          | Le Tréhou  |       |
| Irvillac | Saint-Eloy | Sizun |
|          | Hanvec     |       |

Des carrières de schiste, de couleur sombre, utilisé comme matériau de construction (non ardoisier), donne un aspect sévère à de nombreux bâtiments, notamment dans le bourg. « Dans tout le secteur compris entre Hanvec, Saint-Éloy et Irvillac, les microgranites sont peu utilisés [pour la construction] par suite de l'abondance d'un schiste bleu sombre apte à fournir d'excellents moellons souvent de grande dimension (schistes dévoniens de Saint-Éloy) ».

### Hydrographie
Pour un article plus général, voir Réseau hydrographique du Finistère.
La commune est située dans le bassin Loire-Bretagne. Elle est drainée par la Mignonne, le Kan an Od et divers autres petits cours d'eau,.
La Mignonne, d'une longueur de 19 km, prend sa source dans la commune  et se jette  dans la Mer Celtique  à Daoulas, après avoir traversé six communes. 

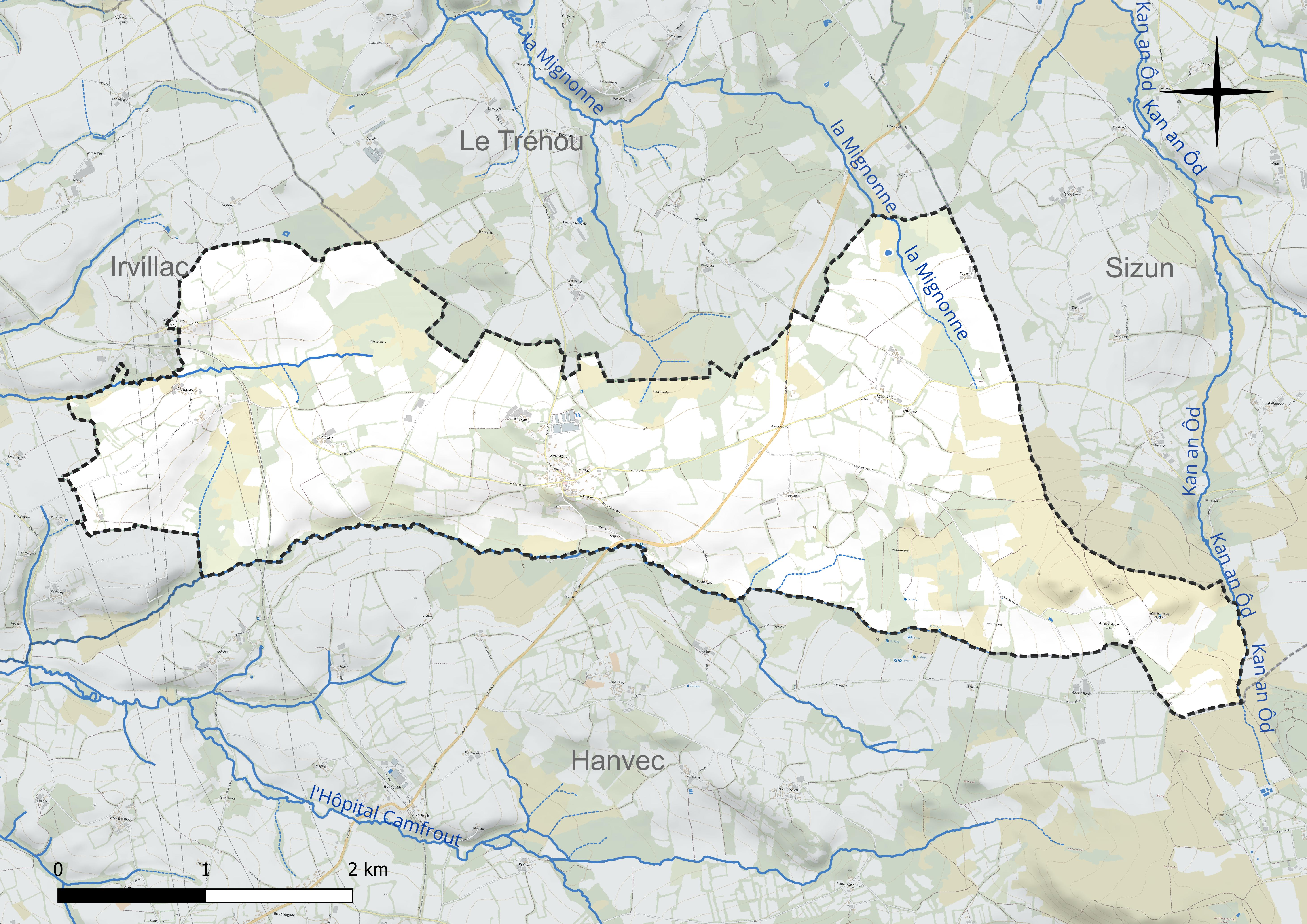
Réseau hydrographique de Saint-Eloy.

### Climat
Pour des articles plus généraux, voir Climat de la Bretagne et Climat du Finistère.
En 2010, le climat de la commune est de type climat océanique franc, selon une étude du CNRS s'appuyant sur une série de données couvrant la période 1971-2000. En 2020, Météo-France publie une typologie des climats de la France métropolitaine dans laquelle la commune est exposée à un climat océanique et est dans la région climatique  Finistère nord, caractérisée par une pluviométrie élevée, des températures douces en hiver (6 °C), fraîches en été et des vents forts. Parallèlement l'observatoire de l'environnement en Bretagne publie en 2020 un zonage climatique de la région Bretagne, s'appuyant sur des données de Météo-France de 2009. La commune est, selon ce zonage, dans la zone « Monts d'Arrée », avec des hivers froids, peu de chaleurs et de fortes pluies.
Pour la période 1971-2000, la température annuelle moyenne est de 10,9 °C, avec  une amplitude thermique annuelle de 10,9 °C. Le cumul annuel moyen de précipitations est de 1 195 mm, avec 17 jours de précipitations en janvier et 9,1 jours en juillet. Pour la période 1991-2020, la température moyenne annuelle observée sur la station météorologique la plus proche, située sur la commune de Sizun à 5 km à vol d'oiseau, est de 11,2 °C et le cumul annuel moyen de précipitations est de 1 345,3 mm,. Pour l'avenir, les paramètres climatiques de la commune estimés pour 2050 selon différents scénarios d'émission de gaz à effet de serre sont consultables sur un site dédié publié par Météo-France en novembre 2022.

## Urbanisme

### Typologie
Au 1er janvier 2024, Saint-Eloy est catégorisée commune rurale à habitat dispersé, selon la nouvelle grille communale de densité à 7 niveaux définie par l'Insee en 2022.
Elle est située hors unité urbaine et hors attraction des villes,.

### Occupation des sols
L'occupation des sols de la commune, telle qu'elle ressort de la base de données européenne d'occupation biophysique des sols Corine Land Cover (CLC), est marquée par l'importance des territoires agricoles (72,2 % en 2018), en augmentation par rapport à 1990 (69,5 %). La répartition détaillée en 2018 est la suivante : 
terres arables (56,1 %), milieux à végétation arbustive et/ou herbacée (26,3 %), zones agricoles hétérogènes (16,1 %), forêts (1,5 %). L'évolution de l'occupation des sols de la commune et de ses infrastructures peut être observée sur les différentes représentations cartographiques du territoire : la carte de Cassini (XVIIIe siècle), la carte d'état-major (1820-1866) et les cartes ou photos aériennes de l'IGN pour la période actuelle (1950 à aujourd'hui).

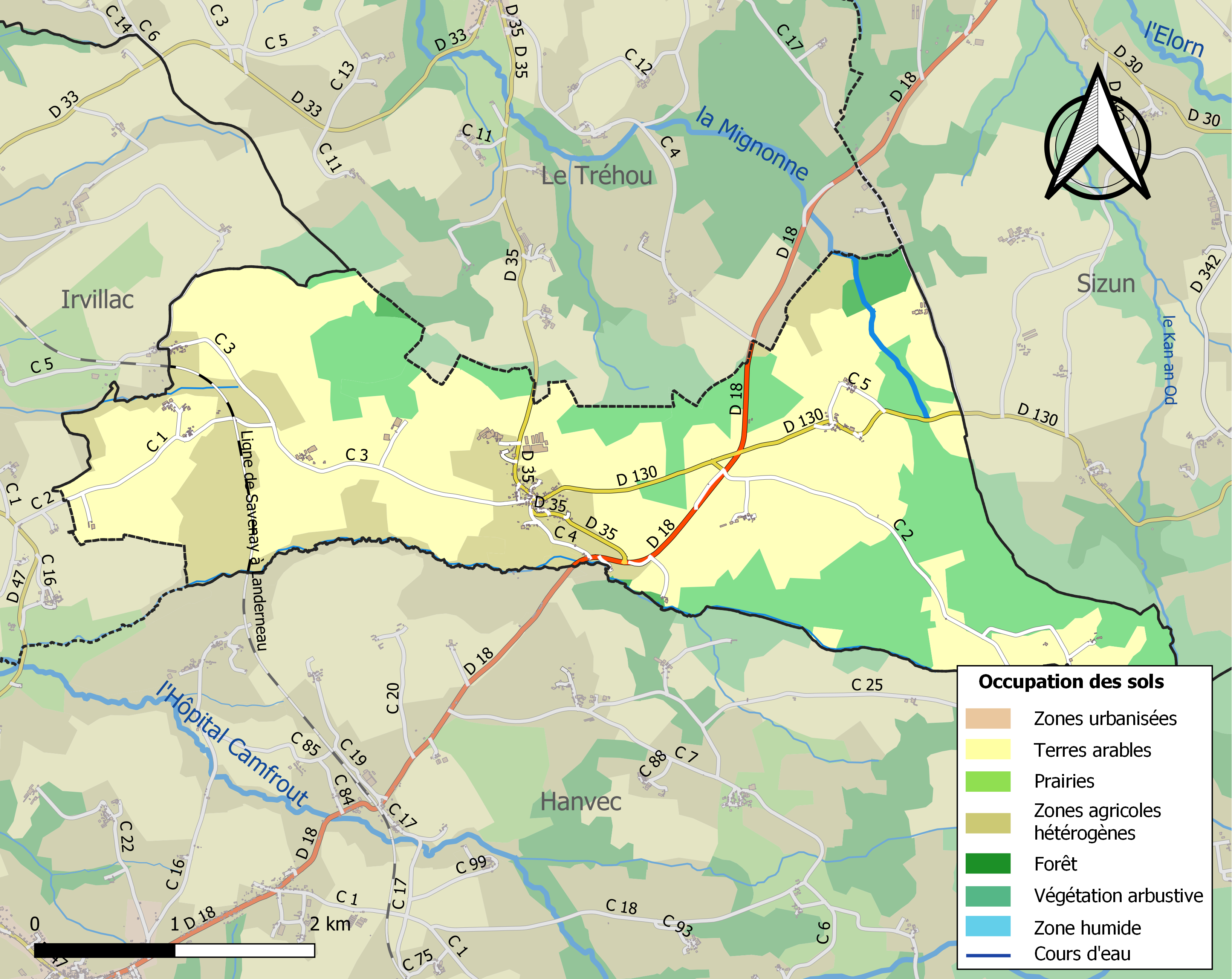
Carte des infrastructures et de l'occupation des sols de la commune en 2018 (CLC).

## Toponymie
Le nom de la localité est attesté sous les formes Saint Eloy du Fresque en 1486, Saint Eloy ou Saint-Esloy en 1567.
La commune doit son nom à saint Alar, ancien évêque de Quimper, saint très peu connu, et dont le nom fut assimilé au Moyen Âge à celui de saint Éloi.

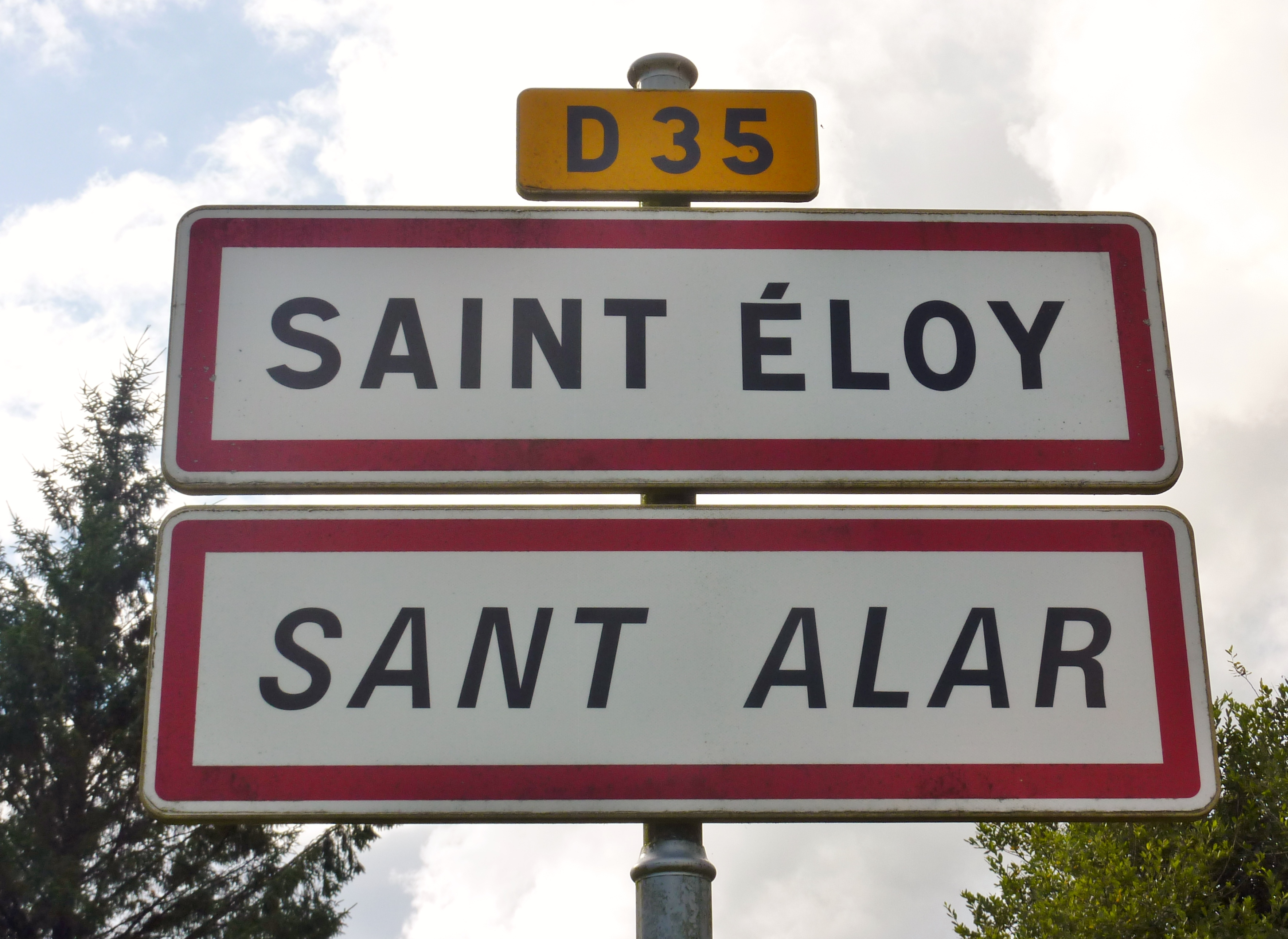
Panneau bilingue indiquant le nom de la commune de Saint-Éloy (en français) et de Sant Alar (en breton).

## Histoire

### Origines
Mylène Stéphan, (orientée dans ses recherches par Bernard Tanguy, chercheur au CNRS) écrit le 7 septembre 1989 pour le bulletin municipal ces quelques lignes :
« À l'heure actuelle, l'histoire de la Bretagne garde d'immenses zones d'ombre. Il n'existe pas d'écrit propre à Saint-Éloy. Aussi, les divers éléments qui peuvent nous éclairer, doivent être recherchés dans les documents concernant la région de Daoulas ; mais ceux-ci n'apparaissent qu'au XIIe siècle.
Depuis bien longtemps, au moins depuis l'âge du bronze moyen, c'est-à-dire de 1500 à 1200 avant Jésus-Christ, les terres environnant Saint-Éloy étaient habitées, comme le reste des monts d'Arrée. Les tumulus (tombes) de Forsquilly et Kérivoal en témoignent. L'un de ceux-ci a été fouillé par l'archéologue Paul du Chatellier à la fin du siècle dernier. Il y a découvert quelques débris de poterie et de bronze en décomposition, qui doivent se trouver, aujourd'hui, au musée de Saint-Germain-en-Laye avec le reste de ses collections. À l'époque gallo-romaine, le bourg lui-même devait comporter quelques bâtiments : des tuiles caractéristiques de cette période y ont été retrouvées.

### Le Fresq et les seigneurs de Forquilly (Forsquilly)
L'histoire écrite de Saint-Éloy, qui alors s'appelait Le Fresq et des terres environnantes en particulier Forquilly (écriture ancienne) débute au XIIe siècle et cette histoire sera bien longtemps indissociable de celle de l'abbaye de Daoulas. Comme toutes les vieilles abbayes celtiques d'Armorique, celle-ci avait été détruite par les Normands vers le Xe siècle. Afin de la relever de ses ruines, Guyomarc'h de Léon va assurer au nouveau monastère d'importants revenus. L'acte le plus ancien, touchant sa fondation dit que : « Guyomarc'h de Léon, sa femme et ses fils donnèrent la terre de Forquilly et la terre du Fresq depuis Forquilly jusqu'à Roc'h Bleizt ». Cet acte fut fait devant Geoffroy, évêque de Cornouaille en 1173. Guyomarc'h, de plus, donna à l'abbé le chevalier qui occupait les terres de Forquilly.
À cette époque Forquilly était une prévôté féodée dépendant de la seigneurie d'Irvillac (les seigneuries étaient divisées en circonscriptions appelées prévôtés afin de faciliter la gestion et la perception des impôts). Plusieurs seigneurs de Forquilly furent abbés à Notre-Dame de Daoulas : 
- Hervé de Forquilly de 1317 à 1325,
- Alain Seissoris de Forquilly de 1325 à 1351. Leurs successeurs achetèrent d'autres terres à Forquilly à Kérivoal. Il existait à Forquilly une chapelle Saint-Nicolas.

Le nom d'un champ mentionne encore aujourd'hui son emplacement. Un acte de 1510, fait par Claude de Rohan, évêque de Cornouaille, accorde une indulgence de 40 jours à tous ceux qui visiteront la chapelle Saint-Nicolas lors des fêtes de ce saint en mai et décembre.
Guillaume Le Lay, abbé de Daoulas de 1468 à 1502, acheta le manoir du Fresq (une note du vieux nécrologe nous l'apprend). Le bourg existait donc déjà au XVe siècle et François II, duc de Bretagne, accorda le 5 mai 1485 l'érection d'une foire de Saint-Éloy au Fresq. Saint-Éloy était honoré dans la chapelle qui y était bâtie. Le 2 juillet 1521, Jean du Largez, qui fut abbé à Daoulas de 1502 à 1520, avant d'être évêque suffragant de Vannes (et non d'Avesnes comme le disent à tort de nombreuses sources) consacra la chapelle Notre-Dame du Fresq. En 1521, pour fuir une épidémie de peste, les moines de Daoulas vinrent s'installer au Fresq où l'air était plus salubre et le 14 octobre l'abbé et le couvent tinrent chapitre à Notre-Dame du Fresq. Les abbés de Daoulas jouissaient du droit de haute justice. Leurs fourches patibulaires, c'est-à-dire leurs gibets, étaient installées au Fresq. En 1567, elles étaient tombées depuis 15 ans ; le 13 mai de cette année, le roi Charles IX octroyant à l'abbé Jean Le Prédour, l'autorisation de les relever. Ce même jour, il accordait l'établissement de deux foires par an au Fresq, l'une le jour de la Saint-Laurent, en août et la seconde le jour de la Saint-François en octobre, outre celle qui était déjà établie le jour de la Saint-Éloy.
À partir de cette date, les documents manquent. Il n'est alors possible d'entendre parler de Saint-Éloy, trève d'Irvillac, qu'au travers de ses prêtres, en particulier à l'époque révolutionnaire.
Le fait est qu'au XVIe siècle, le bourg s'appelait encore Le Fresq et je ne sais à quelle occasion, ni à quelle date précise il prit son nom actuel. Cela s'est fait dans le courant du XVIIe siècle ; une carte de 1635 mentionne le bourg de Saint-Éloy. » Saint-Éloy était alors une simple trève dépendant de la paroisse d'Irvillac.
Arrêté n° 1016 du 7 brumaire de l'an X [29 octobre 1801] portant réduction des justices de paix du département du Finistère.

### L'activité toilière auXVIIIesiècle
La culture du lin était se pratiquait à Saint-Éloy par exemple à Forsquilly et à Letiez selon des inventaires après décès, mais Saint-Éloy pratiquait surtout le tissage de la toile (115,6 métiers à tisser comptabilisés pour 100 inventaires après décès contre par exemple 68,6 à Irvillac. Huit kanndi ont été recensés à Saint-Éloy.

### LeXIXesiècle
A. Marteville et P. Varin, continuateurs d'Ogée, décrivent ainsi Saint-Éloy en 1845 :

« Saint-Eloy : commune formée de l'ancienne trève d'Yrvillac ; aujourd'hui succursale. (...) Principaux villages : Fresbuzec, Kerivoal, Kerangoff, le Létiez, Bannalec-Albouec. Manoir de Porsquily. Superficie totale : 1 242 hectares, dont (...) terres labourables 285 ha, prés et pâtures 52 ha, bois 16 ha, landes et incultes 835 ha (...). Moulins : 2 (de Saint-Éloy, Coz, à eau). Saint-Eloy est situé dans un pays montagneux, dont les deux tiers sont incultes, et dont les parties cultivables sont de très médiocre qualité. On y voit quelques petits bois : ce sont ceux de Yun-an-Aman, Yun-Evet et Lan-ar-Bourhis. Il y a foire les lendemains des jours Saint-Jean, Saint-Laurent et Saint-François (décembre). Pardon le jour de l'Ascension. Géologie : grès dans le nord. On parle le breton. »

Un rapport d'avril 1872 indique que Saint-Éloy fait partie des 28 communes du Finistère à être encore sans école.
En 1879, un rapport du Conseil général du Finistère indique qu' « une portion considérable et très habitée du terrain situé (...) entre les bourgs du Le Tréhou, d'Irvillac et de Saint-Éloy » se trouve dépourvue de routes praticables pour atteindre Landerneau et que les habitants ne peuvent atteindre cette localité sans faire des détours qui allongent leurs parcours de 6 à 8 kilomètres, à moins de passer la rivière de Daoulas à un gué souvent impraticable et difficilement abordable.
En 1889, Benjamin Girard présente ainsi Saint-Éloy : « Ancienne trève de la paroisse d'Irvillac, Saint-Éloy est une pauvre commune située sur les dernières pentes des montagnes d'Arrez ; le bourg, situé à 137 mètres d'altitude, a 170 habitants et est sans importance. On suppose qu'une voie romaine, connue encore dans le pays sous le nom de Vieille route de Landerneau à Brasparts, traversait la commune de Saint-Éloy. Des tuiles ont été retrouvées dans le bourg et dans un champ voisin ».

### LeXXesiècle

#### La Belle Époque
En réponse à une enquête épiscopale organisée en 1902 par Mgr Dubillard, évêque de Quimper et de Léon en raison de la politique alors menée par le gouvernement d'Émile Combes contre l'utilisation du breton par les membres du clergé, le recteur de Saint-Éloy écrit : « Aucun de ces enfants ne connaît rien à la langue française ».

#### Le pardon de Saint-Éloy
Le Pardon était traditionnellement organisé le jour de l'Ascension et comprenait notamment une cérémonie rituelle d'aspersion d'eau sur différentes parties des chevaux, pour leur éviter maladies et blessures.

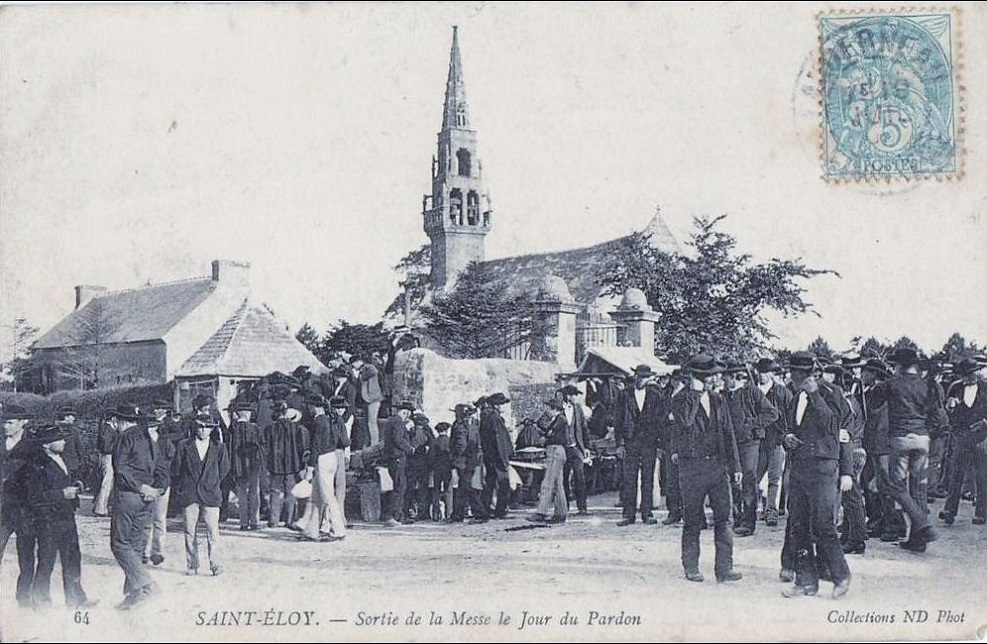
Sortie de messe le jour du Pardon (carte postale ND Photo, début XXe siècle).
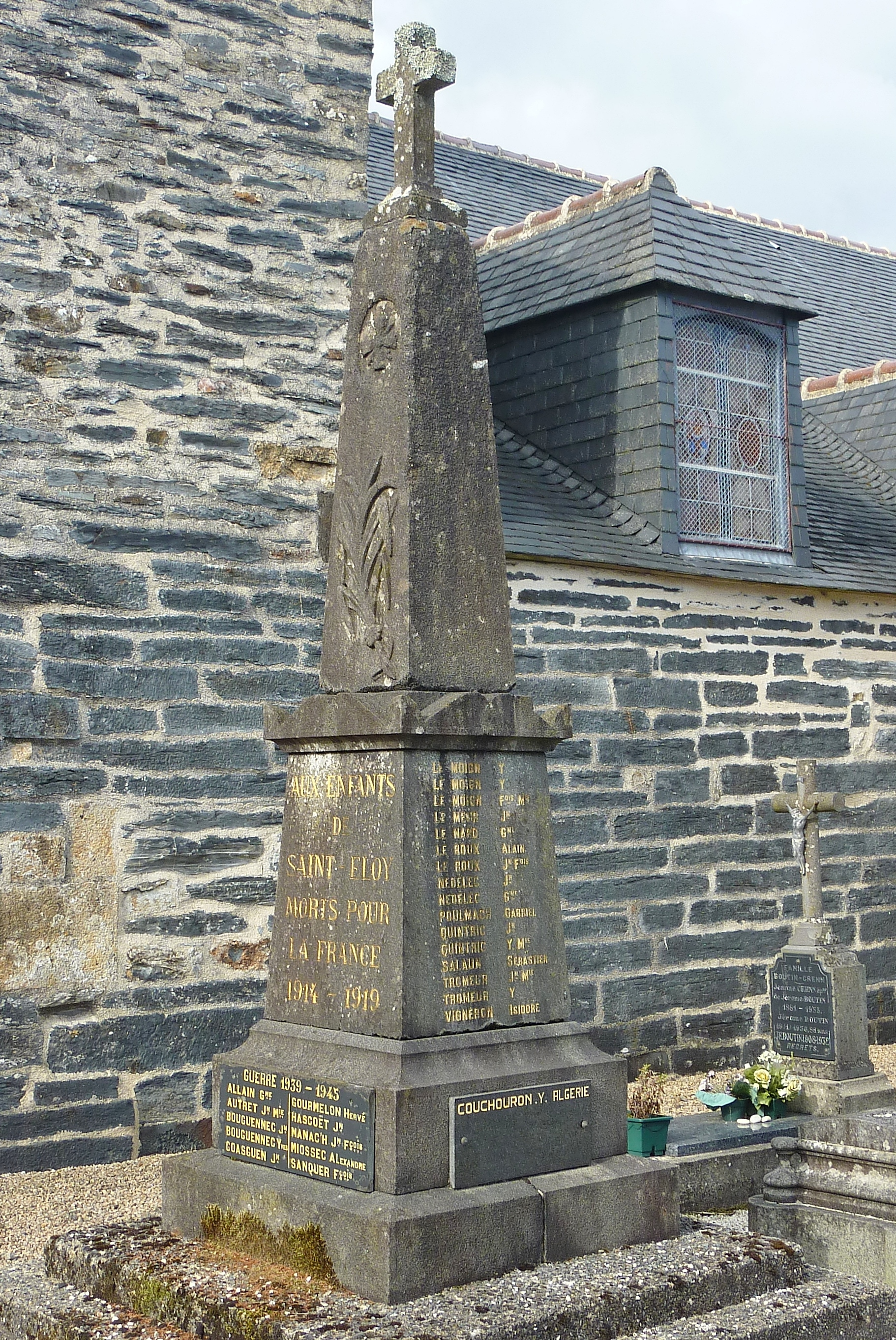
Le monument aux morts.

#### La Première Guerre mondiale
Le monument aux morts de Saint-Éloy porte les noms de 31 soldats morts pour la France pendant la Première Guerre mondiale; parmi eux Joseph Jacq est décédé en Belgique ; la plupart des autres sont décédés sur le sol français, dont Yves Quintric, décoré de la Croix de guerre.

#### L'Entre-deux-guerres
Deux chevaux qui s'emballèrent au retour d'un charroi de bois en grume qu'ils avaient conduit à une scierie d'Irvillac provoquèrent le 18 mars 1938 le décès du conducteur de l'attelage et d'un charretier près du village de Forsquilly.

#### La Seconde Guerre mondiale
Le monument aux morts de Saint-Éloy porte les noms de 10 personnes mortes pour la France pendant la Seconde Guerre mondiale ; parmi elles, Guillaume Allain (décédé le 23 mars 1943 à Lübeck en Allemagne), Jean Autret, Jean Bouguennec, résistant exécuté en déportation au camp de concentration de Buchenwald, Yves Bouguennec (décédé le 30 janvier 1945 à Sienne en Italie), Jean Gloasguen, marin décédé le 17 octobre 1940 à Casablanca (Maroc), Hervé Gourmelon, marin victime de la bataille de Mers el-Kébir le 3 juillet 1940.
Deux soldats britanniques sont inhumés dans le cimetière de Saint-Éloy : Robert Holt (décédé le 2 février 1942) et Erik Jacobsen (un aviateur danois combattant dans les rangs de l'armée britannique dont l'avion, un Spitfire, touché par la flak allemande lors d'une mission de reconnaissance au-dessus de Morlaix s'écrasa près du hameau de Kerivoal), décédé le 22 mai 1944.

#### L'après Seconde Guerre mondiale
Yves Couchouron est mort pour la France pendant la Guerre d'Algérie.
Le chêne de la liberté de Saint-Éloy a été abattu par l'ouragan de 1987.

## Démographie
L'évolution du nombre d'habitants est connue à travers les recensements de la population effectués dans la commune depuis 1793. Pour les communes de moins de 10 000 habitants, une enquête de recensement portant sur toute la population est réalisée tous les cinq ans, les populations de référence des années intermédiaires étant quant à elles estimées par interpolation ou extrapolation. Pour la commune, le premier recensement exhaustif entrant dans le cadre du nouveau dispositif a été réalisé en 2008.

En 2022, la commune comptait 221 habitants, en évolution de +1,38 % par rapport à 2016 (Finistère : +2,16 %, France hors Mayotte : +2,11 %).
| 1793 | 1800 | 1806 | 1821 | 1831 | 1836 | 1841 | 1846 | 1851 |
| ---- | ---- | ---- | ---- | ---- | ---- | ---- | ---- | ---- |
| 285  | 278  | 284  | 601  | 484  | 523  | 418  | 463  | 433  |

| 1856 | 1861 | 1866 | 1872 | 1876 | 1881 | 1886 | 1891 | 1896 |
| ---- | ---- | ---- | ---- | ---- | ---- | ---- | ---- | ---- |
| 441  | 444  | 490  | 478  | 491  | 510  | 509  | 509  | 520  |

| 1901 | 1906 | 1911 | 1921 | 1926 | 1931 | 1936 | 1946 | 1954 |
| ---- | ---- | ---- | ---- | ---- | ---- | ---- | ---- | ---- |
| 502  | 522  | 511  | 464  | 446  | 432  | 409  | 352  | 315  |

| 1962 | 1968 | 1975 | 1982 | 1990 | 1999 | 2006 | 2008 | 2013 |
| ---- | ---- | ---- | ---- | ---- | ---- | ---- | ---- | ---- |
| 243  | 236  | 182  | 182  | 138  | 174  | 198  | 205  | 222  |

| 2018 | 2022 | - | - | - | - | - | - | - |
| ---- | ---- | - | - | - | - | - | - | - |
| 211  | 221  | - | - | - | - | - | - | - |

## Culture locale et patrimoine

### Lieux et monuments
- L'église paroissiale Notre-Dame-du-Fresq, dédiée à Notre-Dame de Grâce, date du début du XVIe siècle ; elle fut consacrée en 1521 par Jean du Largez. Elle est construite en moellons de schistes bleus d'origine locale associés à de la pierre de Logonna et à un microgranite aussi d'origine locale[40]. Elle est en forme de croix latine mais de plan irrégulier et comprend une nef de trois travées avec un bas-côté sud, un transept et un chœur avec chevet à pans coupés de style Beaumanoir : au droit de la seconde travée, se trouve un porche au sud. Le clocher, à deux étages de cloches et une galerie, remonte à la fin du XVIe siècle ou au début du XVIIe siècle[41]. L'église possède des statues, notamment une en bois polychrome représentant saint Éloy qui date du XVIe siècle et un Christ en croix du XVe siècle, aussi en bois polychrome.

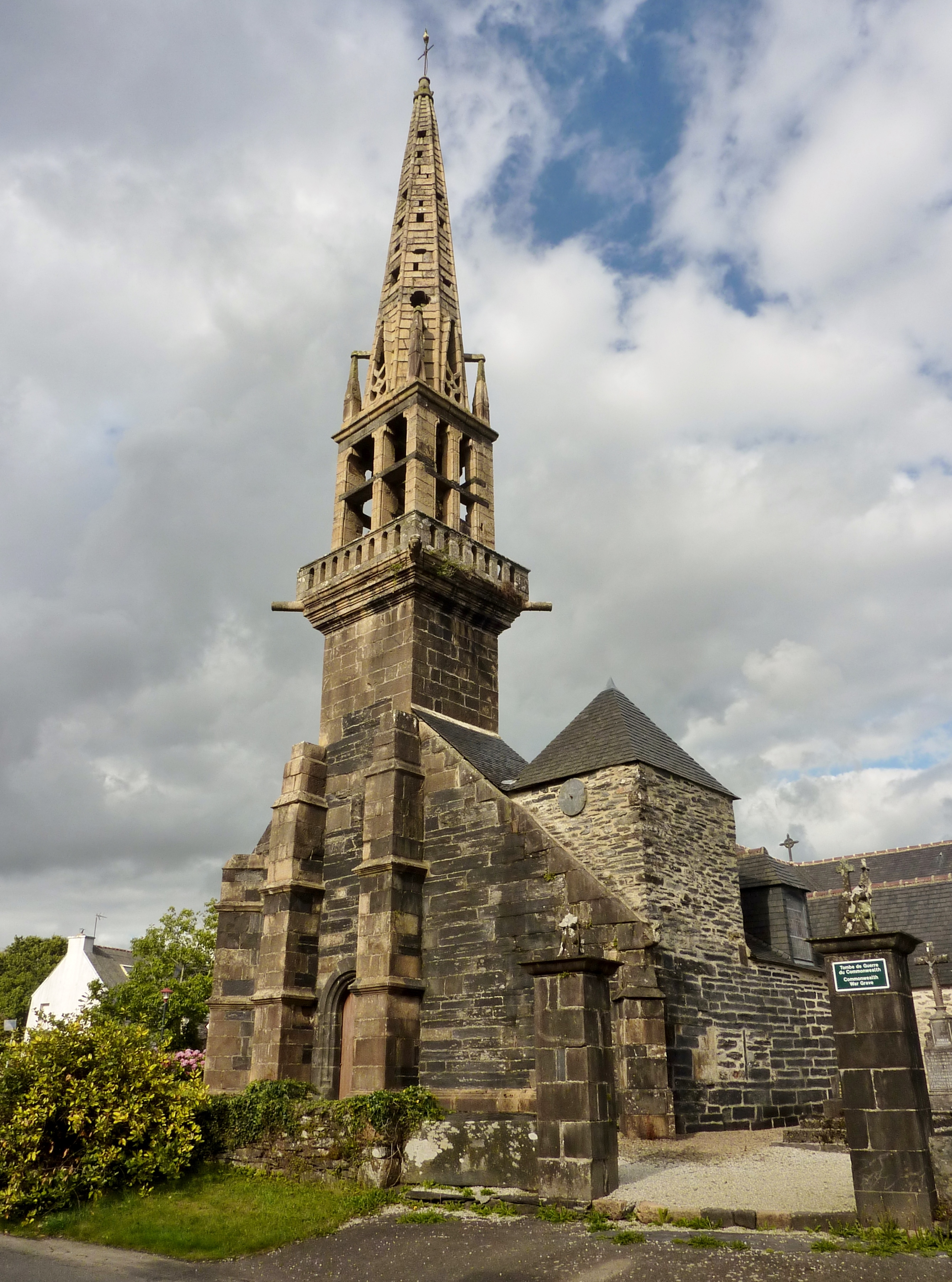
Saint-Éloy (Finistère) : l'église paroissiale Notre-Dame-du-Fresq 1.
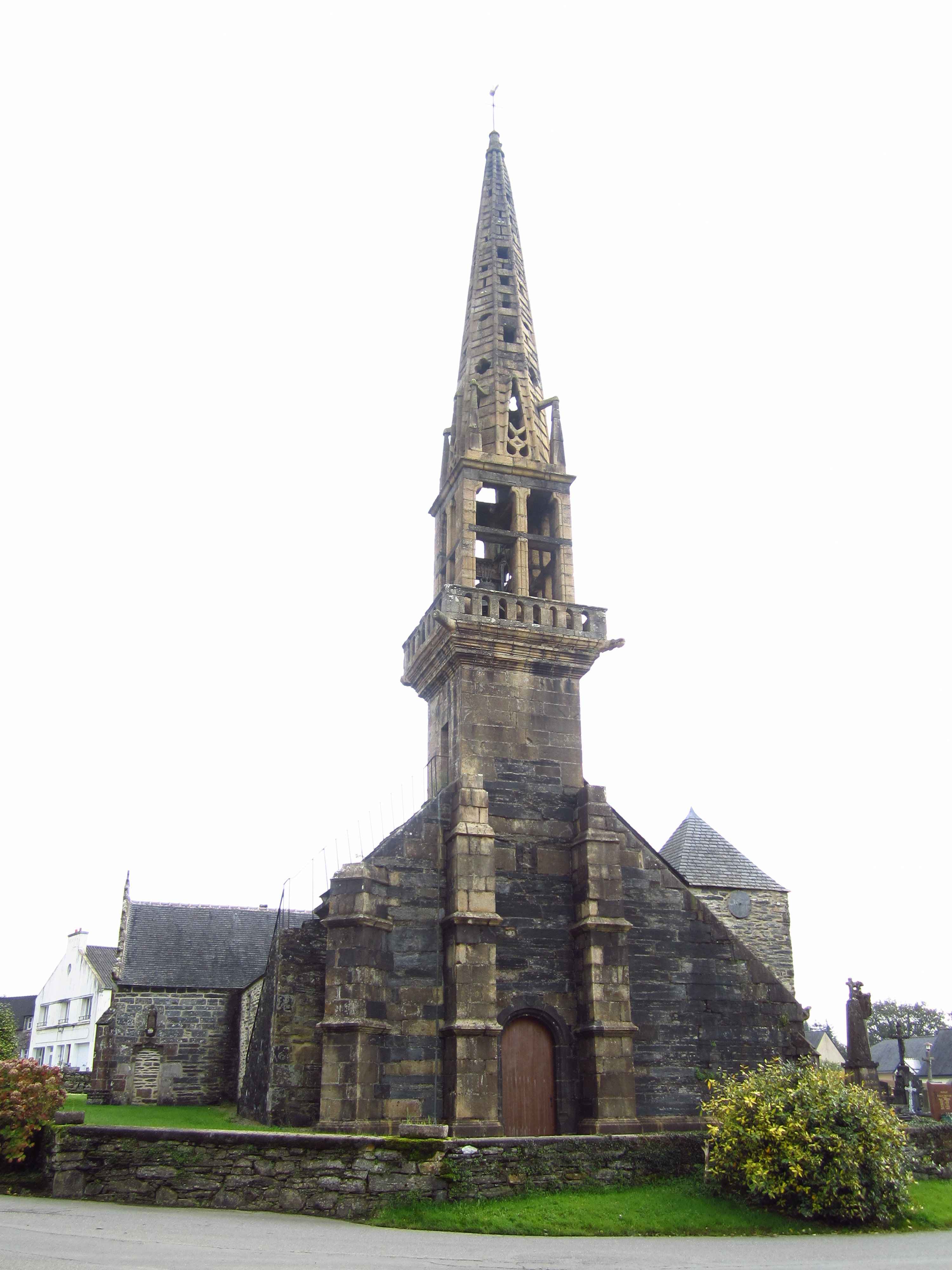
Saint-Éloy : l'église paroissiale Notre-Dame-du-Fresq 2.
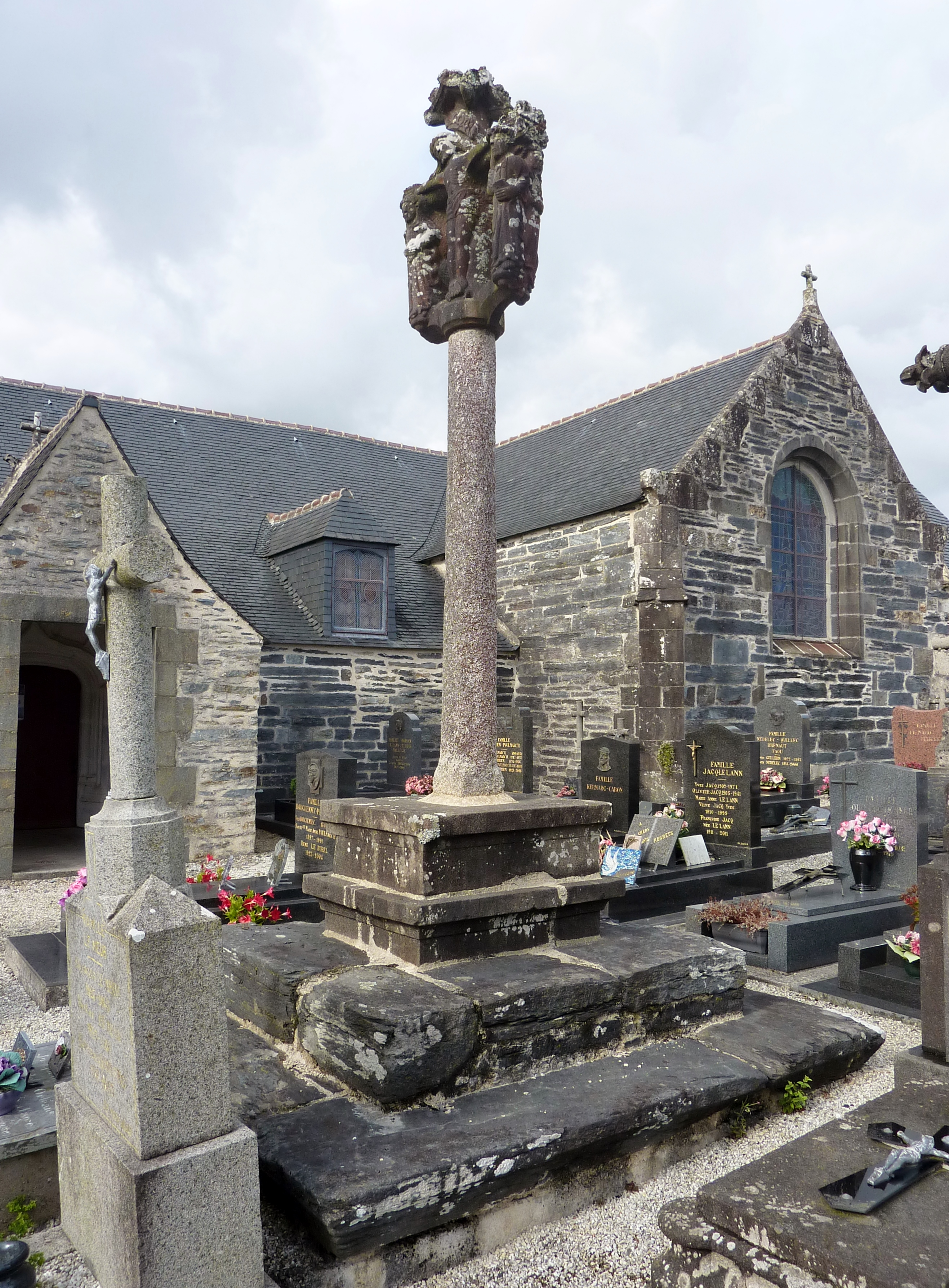
Saint-Éloy (Finistère) : le calvaire du cimetière.

- Le calvaire du cimetière date du XVIe siècle[42]. Sa base est en schiste massif local, non ardoisier. Cette croix monolithique fait partie d'un ensemble rare de croix à dais et à statues latérales triples. À gauche on trouve une Vierge à l'Enfant et saint Pierre, à droite saint Jean, un petit personnage et saint Paul[43].
- Des vestiges de croix subsistent à Pont-ar-Glor (la croix sommitale a disparu) et à Croas-ar-Méné (seuls subsistent la base du calvaire et le fût)[42].
- La fontaine Notre-Dame-de-Grâce à Kerjean, également appelée ar feunteun nevez ("la fontaine neuve").
- Un Chêne de la liberté a longtemps survécu, mais il a été détruit lors de l'ouragan du 15 octobre 1987[43].

## Personnalités liées à la commune
- Jean Bouguennec (1912-1944), agent français du Special Operations Executive.

## Pour approfondir